# Václav Smetáček
Václav Smetáček est un hautboïste, chef d'orchestre et pédagogue tchécoslovaque, né à Brünn le 30 septembre 1906 et mort à Prague le 18 février 1986.

## Biographie
Il travaille le hautbois avec Ladislav Skuhrovsky, la composition avec Jaroslav Kricka et la direction d'orchestre avec Metod Dolezil et Pavel Dedecek au Conservatoire de Prague (1922-30).
Il suit également des cours de musicologie à l'Université Charles de Prague.
Grâce à de remarquables résultats, il devient lauréat du prix Schubert à l'examen terminal du Conservatoire de Prague (classe de hautbois). La direction du Conservatoire lui offre, d'ailleurs, un splendide instrument d'un facteur français Cabart dont il joue, aussitôt, en orchestre.
Après avoir été l'assistant de Josef Deda, premier hautbois solo, à la Philharmonie Tchèque, la présence au pupitre de maestros de l'envergure de Václav Talich, Frantisek Stupka ou d'invités prestigieux comme Bruno Walter, Erich Kleiber et Alexander von Zemlinsky l'incite à embrasser, à son tour, la vocation de chef d'orchestre.
Ce qui ne l'empêche nullement de fonder avec certains de ses camarades le Quintette à vent de Prague (1929). Les activités de cet ensemble durèrent vingt-sept ans et permirent à Smetacek d'affirmer son immense talent de hautboïste. Il va, en outre, rédiger une méthode d'apprentissage de l'instrument qui fait encore autorité.
En 1942, il est nommé premier chef de l'Orchestre FOK de Prague, qui deviendra Orchestre symphonique de Prague en 1952. Smetacek le dirigera jusqu'en 1972.

## Renommée et répertoire
Beaucoup moins célèbre que ses compatriotes Karel Ančerl et Rafael Kubelík, Smetacek n'en est pas pour autant moins talentueux et ses dons spécifiques rappellent ceux d'une autre grande figure de la direction d'orchestre, Rudolf Kempe.
On doit à Smetacek la redécouverte du Concerto pour hautbois (en fa majeur, op. 37) de Franz Krommer ou des symphonies de Josef Mysliveček.

## Galerie

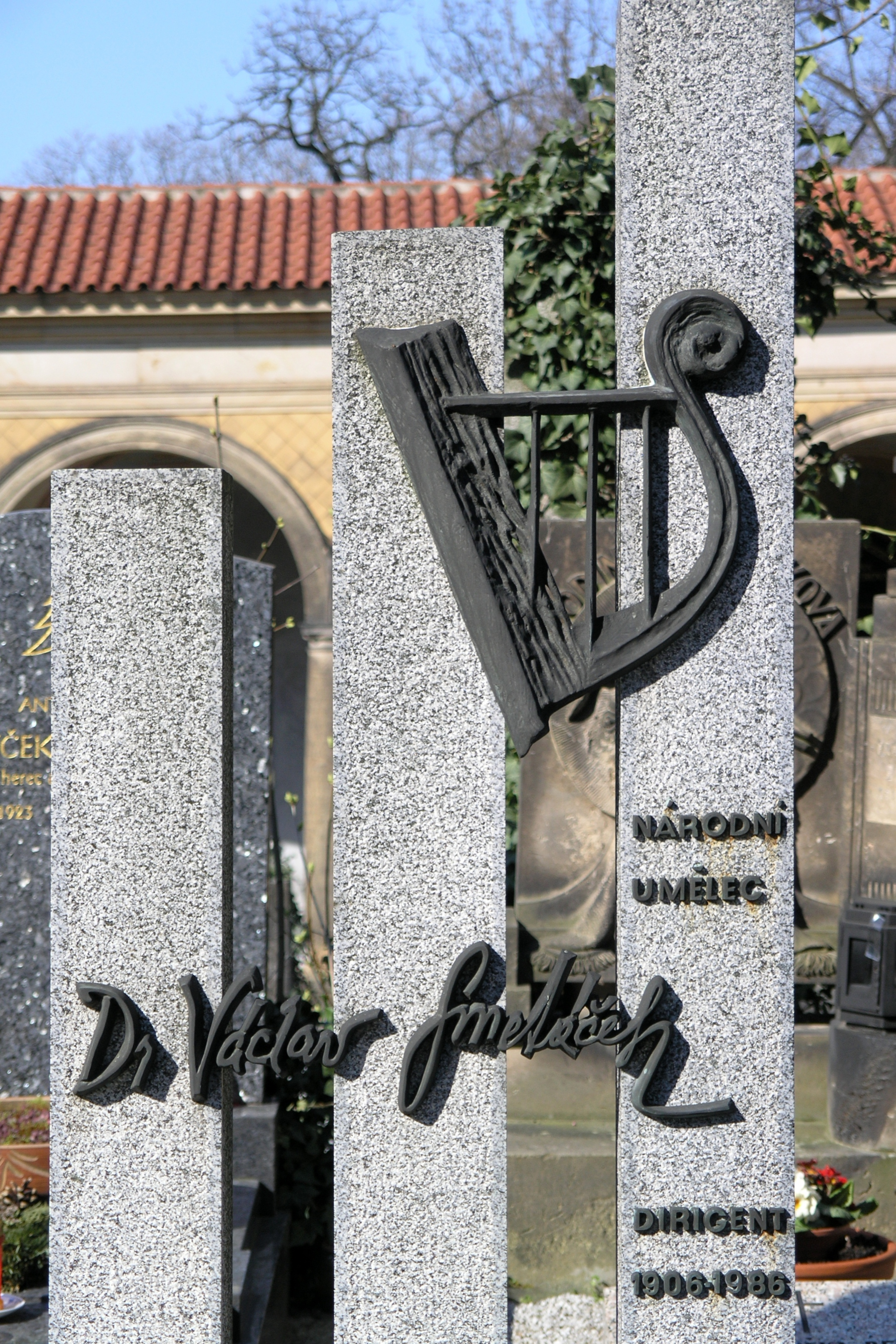
Tombe de Václav Smetáček
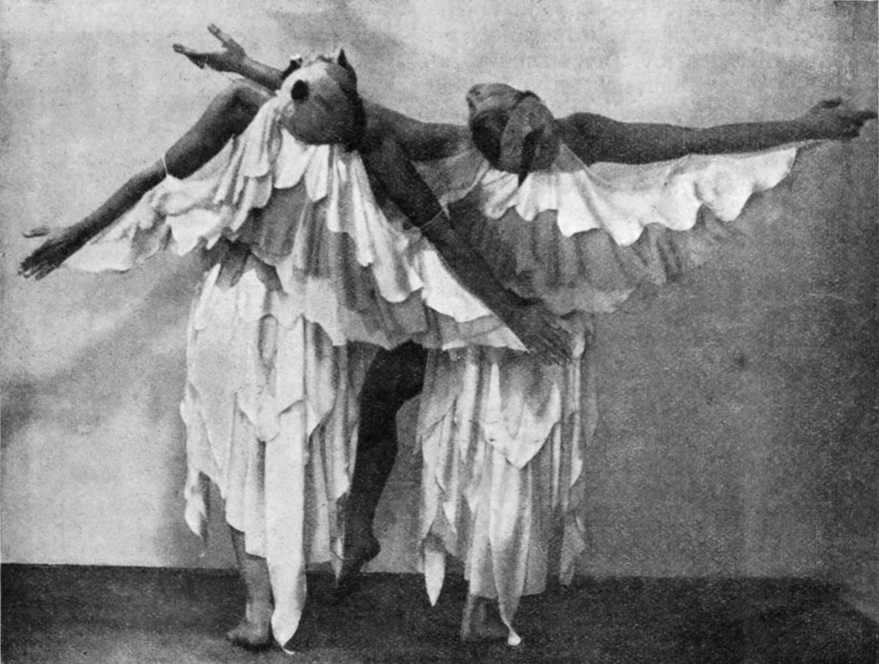
Au déclin d'une journée torride, musique de Václav Smetáček, chorégraphie de Jarmila Kröschlová, 1932.

## Œuvres
- 1932 Au déclin d'une journée torride, musique de Václav Smetáček, chorégraphie de Jarmila Kröschlová, 1932.

## Discographie
- Mendelssohn : Concerto n°2 pour violon et orchestre en mi mineur, op. 64 ; Le Songe d'une nuit d'été, Ouverture, Op. 21 ; Les Hébrides (la grotte de Fingal), Ouverture, Op. 26 ; Mer calme et Heureux voyage, Ouverture, Op. 27 - Orchestre Philharmonique Tchèque, dir. Karel Ancerl, violon Josef Suk ; Orchestre Symphonique de Prague, dir. Vaclav Smetacek(CLA-CD 117, Les Genies du Classique)